# Claude-Antoine Peccot
Pour les articles homonymes, voir Peccot.
Pour les autres membres de la famille, voir Famille Peccot.
Claude-Antoine Peccot (parfois orthographié Péccot), né le 27 avril 1856 à Auteuil et mort le 18 septembre 1876 à Paris, est un mathématicien et pianiste français considéré comme un « enfant prodige ». Il donne son nom aux cours Peccot.

## Biographie
Il est officiellement né de « père inconnu », mais son père serait le collectionneur et philanthrope britannique Richard Wallace. Wallace aurait eu une relation avec Julie-Anne Peccot, fille de l'administrateur et homme de lettres Antoine Peccot et mère de Claude-Antoine Peccot.
La mère de Claude-Antoine Peccot choisit son amie Claudine Lafont, fille de Charles Lafond, directeur de l'école de médecine de Nantes, comme marraine. Durant la guerre franco-allemande de 1870, il réside à Orvault, au domaine du Cormier, avant d'aller étudier les mathématiques à la Sorbonne. Il meurt à 20 ans d'une maladie consécutive à un surmenage.
Une fondation du Collège de France, la fondation Claude-Antoine Peccot, porte son nom. Un prix est remis depuis 1886, puis à partir de 1893 il s'accompagne de bourses d'études avant d'être depuis 1900 sous la forme de charges de cours afin d'aider un mathématicien de moins de 30 ans, français ou étranger, à accéder à des hautes études en mathématiques,.
En 1895, sa marraine érige un mausolée en sa mémoire à Orvault,. Une avenue jouxtant le monument porte son nom.

## Pour approfondir